# Paranitocris
Paranitocris – rodzaj chrząszczy z rodziny kózkowatych i podrodziny zgrzypikowych.

## Zasięg występowania
Przedstawiciele tego rodzaju występują w Afryce Środkowej i Zachodniej.

## Systematyka
Do Paranitocris należą 2 gatunki:
- Paranitocris cyanipennis
- Paranitocris luci